# Dendrocoris pini
Dendrocoris pini är en insektsart som beskrevs av F. Jules Montandon 1893. Dendrocoris pini ingår i släktet Dendrocoris och familjen bärfisar. Inga underarter finns listade i Catalogue of Life.